# BA-262
A BA-262 é uma rodovia estadual que liga as regiões Sul e Centro-Sul do estado brasileiro da Bahia. Tem número de identificação homônimo da BR-262. Sua extensão é de 355,4 quilômetros. Começa em Brumado e termina em Ilhéus. Seu principal entroncamento é com a BR-116, a 131 quilômetros de Brumado.

## Cidades cortadas pela rodovia
São 18 as cidades cortadas pela rodovia, entre elas cidades importantes como Brumado, Vitória da Conquista, Itabuna e Ilhéus, onde a produção industrial e agropecuária são constantes. Além disso outros municípios como Maetinga  e Caraíbas também acolhem a rodovia, através de entroncamento com outras estradas.
As demais cidades são:
- Anagé;
- Almadina;
- Aracatu;
- Coaraci;
- Floresta Azul;
- Ibicuí;
- Iguaí;
- Itajuípe;
- Nova Canaã;
- Poções;
- Uruçuca[1]

## Escoamento da produção industrial, agrícola e pecuária
Essa importante rodovia é uma das principais vias para escoamento da produção agrícola, pecuária e industrial das cidades de Brumado, Vitória da Conquista, Ilhéus e Itabuna. A rodovia ainda recebe diversos veículos vindos do oeste do Estado, escoando a produção agrícola dessa região, como soja, algodão, milho e feijão.